# Sainte-Marie-du-Mont (Isèra)
Sainte-Marie-du-Mont és un municipi francès situat al departament de la Isèra i a la regió d'Alvèrnia-Roine-Alps. L'any 2007 tenia 221 habitants.

## Demografia

### Població
El 2007 la població de fet de Sainte-Marie-du-Mont era de 221 persones. Hi havia 81 famílies de les quals 33 eren unipersonals (26 homes vivint sols i 7 dones vivint soles), 18 parelles sense fills, 26 parelles amb fills i 4 famílies monoparentals amb fills.
La població ha evolucionat segons el següent gràfic:
Habitants censats

### Habitatges
El 2007 hi havia 126 habitatges, 87 eren l'habitatge principal de la família, 37 eren segones residències i 2 estaven desocupats. 115 eren cases i 11 eren apartaments. Dels 87 habitatges principals, 64 estaven ocupats pels seus propietaris, 19 estaven llogats i ocupats pels llogaters i 4 estaven cedits a títol gratuït; 7 tenien dues cambres, 21 en tenien tres, 23 en tenien quatre i 35 en tenien cinc o més. 73 habitatges disposaven pel capbaix d'una plaça de pàrquing. A 45 habitatges hi havia un automòbil i a 41 n'hi havia dos o més.

### Piràmide de població
La piràmide de població per edats i sexe el 2009 era:
| Homes | Edats   | Dones |
| ----- | ------- | ----- |
| 0     | 95 o +  | 0     |
| 0     | 90 a 94 | 0     |
| 0     | 85 a 89 | 4     |
| 0     | 80 a 84 | 0     |
| 0     | 75 a 79 | 0     |
| 0     | 70 a 74 | 0     |
| 0     | 65 a 69 | 0     |
| 4     | 60 a 64 | 0     |
| 16    | 55 a 59 | 12    |
| 12    | 50 a 54 | 8     |
| 4     | 45 a 49 | 0     |
| 4     | 40 a 44 | 4     |
| 12    | 35 a 39 | 16    |
| 8     | 30 a 34 | 16    |
| 8     | 25 a 29 | 4     |
| 12    | 20 a 24 | 4     |
| 8     | 15 a 19 | 4     |
| 12    | 10 a 14 | 12    |
| 4     | 5 a 9   | 12    |
| 4     | 0 a 4   | 16    |

## Economia
El 2007 la població en edat de treballar era de 155 persones, 110 eren actives i 45 eren inactives. De les 110 persones actives 102 estaven ocupades (56 homes i 46 dones) i 8 estaven aturades (5 homes i 3 dones). De les 45 persones inactives 6 estaven jubilades, 6 estaven estudiant i 33 estaven classificades com a «altres inactius».

### Ingressos
El 2009 a Sainte-Marie-du-Mont hi havia 95 unitats fiscals que integraven 213 persones, la mediana anual d'ingressos fiscals per persona era de 22.797 €.

### Activitats econòmiques
Dels 4 establiments que hi havia el 2007, 1 era d'una empresa de transport, 1 d'una empresa financera, 1 d'una empresa de serveis i 1 d'una empresa classificada com a «altres activitats de serveis».
L'any 2000 a Sainte-Marie-du-Mont hi havia 4 explotacions agrícoles.

## Poblacions més properes
El següent diagrama mostra les poblacions més properes.